# Rezolucja Rady Bezpieczeństwa ONZ nr 142
Rezolucja 142 Rady Bezpieczeństwa Organizacji Narodów Zjednoczonych – rezolucja przyjęta jednogłośnie w dniu 7 lipca 1960 r., po rozpatrzeniu wniosku Republiki Konga (Léopoldville) o członkostwo w Organizacji Narodów Zjednoczonych. Rada zaleciła Zgromadzeniu Ogólnemu, aby Republika Konga została przyjęta.